# تشريح المخيخ
 بلإمكان رؤية تشريح المخيخ على ثلاثة مستويات مختلفة. على مستوى التشريح الإجمالي أو العام، يتكون المخيخ من طبقة تتكون من القشرة المطوية بإحكام ومتكوية، مع مادة بيضاء تحتها، والعديد من النوى العميقة المضمنة في المادة البيضاء، وبطين مملوء بالسوائل في المنتصف. على المستوى المتوسط، يمكن تقسيم المخيخ وهياكله المساعدة إلى عدة مئات أو آلاف من الوحدات التي تعمل بشكل مستقل أو «الميكروسونات». على المستوى المجهري، تتكون كل وحدة من نفس المجموعة الصغيرة من العناصر العصبية، الموضوعة بهندسة نمطية للغاية.

## التشريح الإجمالي
يقع المخيخ في قاعدة الدماغ، مع وجود كتلة كبيرة من القشرة الدماغية فوقها وجزء من جذع الدماغ يسمى بونس أمامه. يتم فصله عن المخ المغطي بطبقة من الأم الجافية الصعبة. تنتقل جميع اتصالاته مع أجزاء أخرى من الدماغ عبر الأحواض. يصنف علماء التشريح المخيخ كجزء من الدماغ، والذي يشمل أيضًا الأحواض. الجزء الدماغي بدوره هو الجزء العلوي من الدماغ المعيني أو «الدماغ الدماغي». ينقسم المخيخ، مثل القشرة الدماغية، إلى نصفين. يحتوي أيضًا على منطقة خط وسط ضيقة تسمى الدودة . يتم استخدام مجموعة من الطيات الكبيرة بشكل تقليدي لتقسيم الهيكل العام إلى عشرة فصيصات أصغر.
بسبب العدد الكبير للخلايا الحبيبية الدقيقة، يحتوي المخيخ على عدد من الخلايا العصبية أكثر من بقية الدماغ مجتمعة، لكنه لا يأخذ سوى 10 ٪ من إجمالي حجم الدماغ. يتلقى المخيخ ما يقرب من 200   مليون ألياف مدخلات؛ في المقابل، يتكون العصب البصري من مليون ألياف فقط.
المظهر السطحي غير المعتاد للمخيخ حقيقة يخفي أن الجزء الأكبر من الهيكل يتكون من طبقة مطوية بإحكام شديدة من المادة الرمادية، قشرة المخيخ. وتشير التقديرات إلى أنه إذا تم الكشف عن قشرة المخيخ البشري بالكامل، فسوف تؤدي إلى ظهور طبقة من الأنسجة العصبية يبلغ طولها متر واحد وعرضها 10 سم - مساحة سطح إجمالية تبلغ 500-1000 سم مربع، وكلها معبأة داخل حجم 100-150 سم مكعب.  وتحت المادة الرمادية من القشرة توجد مادة بيضاء، تتكون إلى حد كبير من الألياف العصبية المائلة التي تعمل من وإلى القشرة. جزءا لا يتجزأ من المادة البيضاء - التي تسمى أحيانا سيرة الشجرة (شجرة الحياة) في المخيخ وذالك بسبب مظهرها المتفرع الشبيه بالشجرة - هي أربعة نويات مخيخية عميقة.
تقسيم المخيخ وفقًا لثلاثة معايير مختلفة: التشريحي الإجمالي، الوراثي، الوظيفية.

### الانقسامات التشريحية الإجمالية
اثناء الفحص الإجمالي، يمكن تمييز ثلاثة فصوص في المخيخ وهي: الفص النامي والعصبي، والفص الأمامي (منحدر إلى «الشق الأساسي»)، والفص الخلفي (ظهر إلى «الشق الأساسي»). يمكن تقسيم هذين الأخيرين بشكل أكبر في خط فروة مخيخي خط الوسط ونصف الكرة المخية المخيخي.
|  |  |

### التقسيمات الوراثية والوظيفية
يمكن تقسيم المخيخ إلى ثلاثة أجزاء بالاستناد إلى معايير التطور الوراثي (العمر التطوري لكل جزء من المخيخ) وعلى المعايير الوظيفية (الاتصالات الواردة والصادرة لكل جزء من المخيخ والدور الذي يلعبه في وظيفة المخيخ العادية). من الأقدم من الناحية الوراثية إلى الأحدث، الأجزاء الثلاثة هي:
| الفئة الوظيفية (فئة التطور الوراثي)              | الأجزاء التشريحية                                           | وظيفة |
| دهليز المخيخ (Archicerebellum)                   | الفص الندفاني (والأدمة المجاورة مباشرة)                     | ينظم الدهليز المخيخي التوازن وحركات العين. يتلقى المدخل الدهليزي من كل من القنوات نصف الدائرية ومن النوى الدهليزية، ويرسل الألياف إلى النوى الدهليزية الأنسية والجانبية. كما أنها تتلقى مدخلات بصرية من جزيئات متفوقة ومن القشرة البصرية (الأخيرة عبر نوى بونتين، وتشكل مسار قشري - بونتو - مخيخي). تسبب آفات الدهليز المخيخي اضطرابات في التوازن والمشية. هناك منطقة صغيرة أخرى تعرف باسم الفصيص ثنائي المحور. |
| المخيخ Spinocerebellum (Paleocerebellum)         | الشعر والأجزاء الوسيطة من نصفي الكرة الأرضية ("paravermis") | ينظم المخيخ الشوكي حركات الجسم والأطراف. يتلقى مدخلات الإدراك الحسي من الأعمدة الظهرية للحبل الشوكي (بما في ذلك السبيل المخيخي) والعصب الثلاثي التوائم، وكذلك من الأنظمة البصرية والسمعية. يرسل الألياف إلى النوى المخيخية العميقة (بما في ذلك نواة الحاجز السريع) التي بدورها تبرز القشرة الدماغية (عن طريق الدماغ المتوسط والمهاد) وجذع الدماغ (عبر تكوين شبكي في الأحشاء والنوى الدهليزية في النخاع المستطيل)، وبالتالي توفير تعديل أنظمة المحركات الهابطة. يحتوي المخ spinocerebellum على خرائط حسية حيث يتلقى بيانات عن موضع أجزاء الجسم المختلفة في الفضاء: على وجه الخصوص، يتلقى الزنج أليافًا من الجذع والأجزاء القريبة من الأطراف، بينما تتلقى الأجزاء الوسيطة من نصفي الكرة الأرضية من الأجزاء البعيدة من الأطراف. المخيخ الشوكى قادر على بلورة المدخلات الحسية من أجل توقع الوضع المستقبلى لجزء من الجسم أثناء سير الحركة بطريقة "تغذي إلى الأمام". |
| المخيخ المخيخي (Neocerebellum ، Pontocerebellum) | الأجزاء الجانبية من نصفي الكرة الأرضية                      | يشارك المخيخ الجديد في تخطيط الحركة وتقييم المعلومات الحسية للعمل. ويستقبل مدخلات حصرا من القشرة الدماغية (وخاصة الفص الجداري) عن طريق نوى جسري (في الجسر، وتشكيل مسارات القشرة-بونتو-المخيخ) والنواة المسننة (في المخيخ)، ويرسل الألياف أساسا إلى بطناني المهاد (في بدوره متصل بالمناطق الحركية في قشرة الدماغ الرئيسي ومنطقة المحرك الأساسي للقشرة الدماغية) والنواة الحمراء (المتصلة بدورها بالنواة الزيتية السفلية، التي ترتبط مرة أخرى بنصف الكرة المخيخي). يشارك المخيخ الجديد في حركة التخطيط التي على وشك الحدوث ولها وظائف معرفية بحتة أيضًا. |

ينبع الكثير مما يُفهم حول وظائف المخيخ من التوثيق الدقيق لآثار الآفات البؤرية في المرضى من البشر الذين يعانون من إصابة أو مرض أو من خلال أبحاث آفات الحيوانات.

### التشريح الخلوي
كما هو موضح بمزيد من التفصيل في قسم الوظيفة، يختلف المخيخ عن معظم مناطق الدماغ الأخرى من حيث أن تدفق الإشارات العصبية من خلاله يكاد يكون غير اتجاهي تمامًا: لا توجد فعليًا اتصالات للخلف بين عناصره العصبية. وبالتالي، فإن الطريقة الأكثر منطقية لوصف البنية الخلوية هي البدء بالمدخلات واتباع تسلسل الاتصالات حتى المخرجات.
أربع نوى عميقة من المخيخ هي المسنن، صمي الشكل، كروي الشكل، وأوجية نوى وأنها بمثابة المراكز الرئيسية للاتصال وإرسال واستقبال المعلومات من وإلى أجزاء معينة من الدماغ. بالإضافة إلى ذلك، تتلقى هذه النوى إشارات مثبطة وإثارة من أجزاء أخرى من الدماغ والتي تؤثر بدورها على إشارات النواة الصادرة. (تشكل النواة الكروية والجلد النواة المتداخلة).

### طبقات قشرية

الشكل 5: الدوائر الدقيقة للمخيخ. يشار إلى المشابك الاستثارية بالرمز (+) والمشابك المثبطة بواسطة (-). MF: ألياف موسي. DCN: نوى المخيخ العميقة. IO: زيتون رديء. CF: تسلق الألياف. GC: خلية حبيبية. PF: ألياف متوازية. الكمبيوتر الشخصي: خلية Purkinje. GgC: خلية جولجي. SC: الخلية النجمية. BC: خلية سلة.

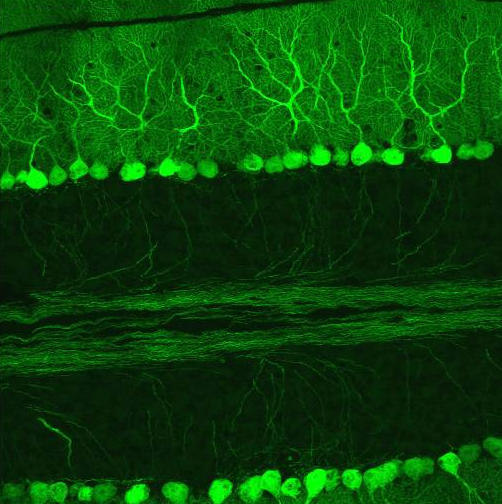
الشكل 6: ميكروغراف متحد البؤرة من مخيخ الفأر معبراً عن بروتين أخضر فلوري في خلايا بوركنجي

العمارة الخلوية (التنظيم الخلوي) للمخيخ متجانسة للغاية، مع اتصالات منظمة في مجموعة تقريبية ثلاثية الأبعاد من عناصر الدائرة العمودية. هذا التوحيد التنظيمي يجعل من السهل نسبيا دراسة الدوائر العصبية.
هناك ثلاث طبقات لقشرة المخيخ. من الطبقة الخارجية إلى الداخلية، هذه هي الطبقات الجزيئية، Purkinje ، والحبيبية. وظيفة قشرة المخيخ هي أساسًا تعديل المعلومات المتدفقة عبر النوى العميقة. يتم تخطيط الدوائر الدقيقة للمخيخ في الشكل 5. موسي والألياف تسلق تحمل المعلومات الحسية إلى نوى العميقة، والذي بدوره نقله إلى المناطق أمام الحركية المختلفة، وبالتالي تنظيم الربح وتوقيت الإجراءات السيارات. كما تُغذي ألياف الطحلب والتسلق هذه المعلومات في قشرة المخيخ، التي تجري حسابات مختلفة، مما يؤدي إلى تنظيم إطلاق خلية Purkinje. تتغذى الخلايا العصبية في Purkinje مرة أخرى في النوى العميقة عبر المشبك المثبط القوي. ينظم هذا المشبك مدى تنشيط ألياف الطحلب والتسلق للأنوية العميقة، وبالتالي التحكم في التأثير النهائي للمخيخ على الوظيفة الحركية. وقد ثبت أن القوة المشبكية لكل مشابك تقريبًا في قشرة المخيخ تخضع لللدونة المشبكية. وهذا يسمح لدائرة قشرة المخيخ بتعديل إخراج المخيخ وضبطه باستمرار، مما يشكل أساسًا لبعض أنواع التعلم الحركي والتنسيق. تحتوي كل طبقة في قشرة المخيخ على أنواع مختلفة من الخلايا التي تشكل هذه الدائرة.